# 岡本保
岡本保（日语：岡本 保，1951年—）是日本的總務官僚。大阪府出身。

## 概要
1974年毕业于東京大學法學部後進入自治省工作。1974年，調任栃木縣地方課。1976年，回任自治省財政局調整課。1978年，轉任自治省行政局選舉部政治資金課。1987年，調任京都府總務部財政課長。1992年，調任茨城縣總務部長。1999年，回任自治省財政局財政課長。2006年，改任總務省自治財政局長。2007年，改任總務省自治行政局長。2008年，調任消防廳長官。2009年，調任總務審議官（自治行政擔當）。2010年1月，改任總務事務次官。2012年9月辭去官職。2014年任自治体国际化协会会长。